# 딥펜

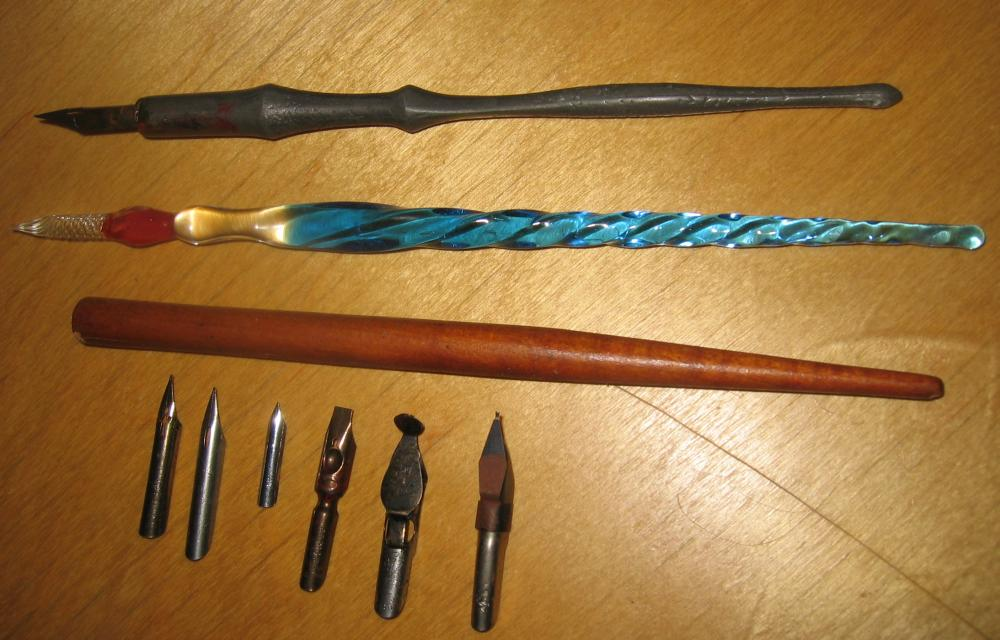

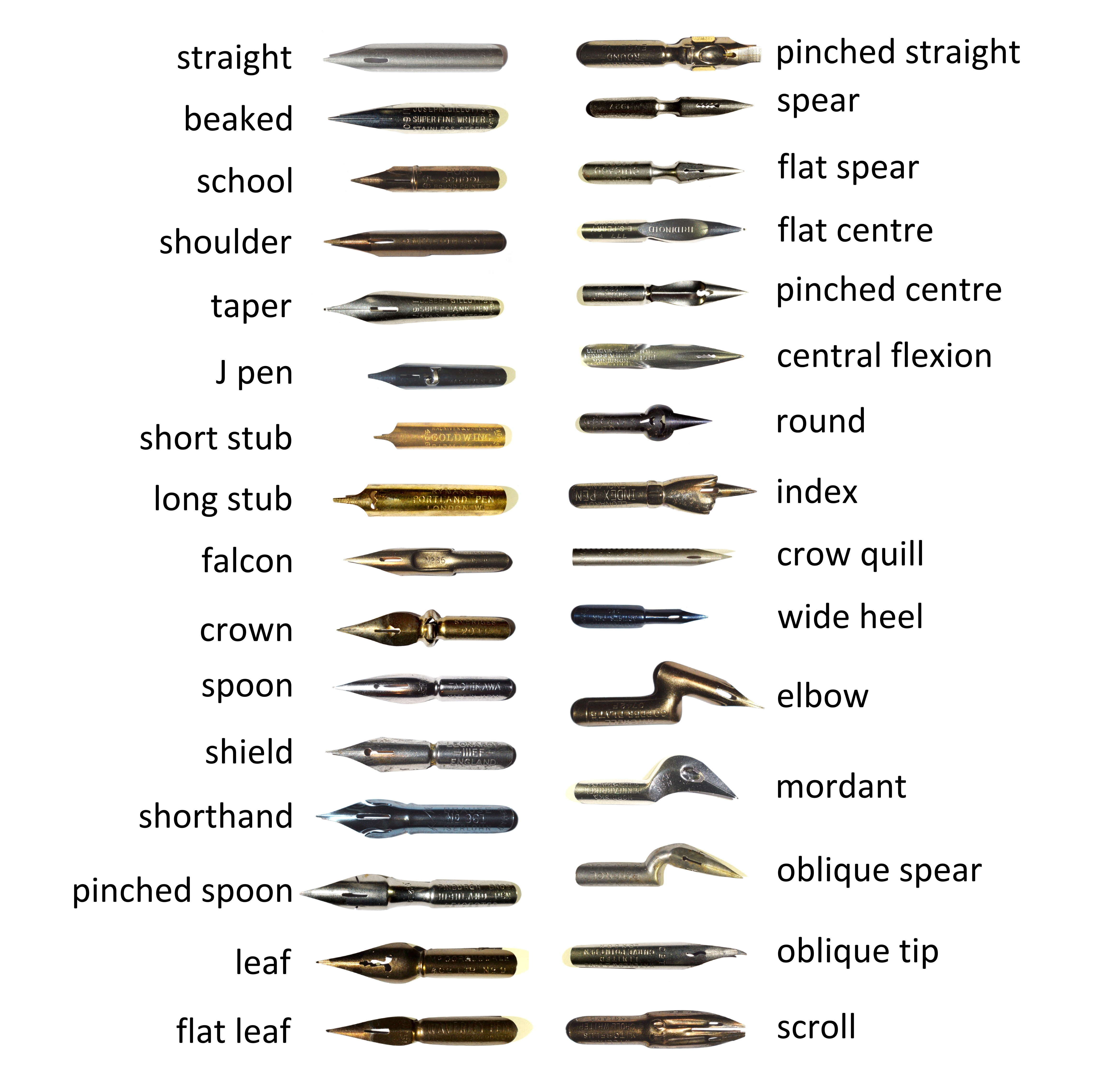

딥펜(鐵筆, dip pen; nib pen)은 모세관 현상을 일으키는 펜촉을 펜대 끝에 꽂아서 쓰는 펜이다. 만년필과 그 원리가 비슷한데, 만년필은 펜대 속의 잉크통에 잉크를 담아 쓰지만 딥펜은 쓸 때마다 펜촉을 잉크병에 담가서("dip") 찍어 쓴다. 잉크가 펜촉에 자체적으로 공급되므로 촉이 마를 때마다 잉크에 담가 뭍히지 않아도 되는 딥펜이 만년필이라 할 수 있다.
펜촉의 모양과 크기에 따라 스푼펜, G펜, 둥근펜 등 다양한 딥펜이 존재한다.

## 같이 보기
- 서도 (예술)
- 레터링
- 펜촉